# Лис, Эндрю
Э́ндрю Лис (англ. Andrew Lees; 10 июня 1985, Мельбурн, Виктория, Австралия) — австралийский актёр.

## Биография
Лис родился в Мельбурне. В 2005 году поступил в «NIDA», который окончил в 2007 году.
Эндрю снимается в кино с 2008 года. В 2009 году выступил в театре в пьесе Сон в летнюю ночь Шекспира.
Первую известность ему принесла роль Райана в телесериале «H2O: Просто добавь воды», в котором он снимался в 2010 году. Также известен по роли Люсьена Касла в сериале «Первородные» (2015-2016).

## Избранная фильмография
| Год       |    | Русское название          | Оригинальное название    | Роль              |
| --------- | -- | ------------------------- | ------------------------ | ----------------- |
| 2009      | с  | Спецотдел по спасению     | Rescue: Special Ops      | Чейз Галлахер     |
| 2010      | с  | H2O: Просто добавь воды   | H2O: Just Add Water      | Райан             |
| 2014      | тф | Карлотта                  | Carlotta                 | Пэгги             |
| 2015—2016 | с  | Первородные               | The Originals            | Люсьен Касл       |
| 2018      | с  | Легенды завтрашнего дня   | Dc's Legends of Tomorrow | Эрнест Хэмингуэй  |
| 2018      | ф  | Убрать из друзей: Даркнет | Unfriended: Dark Web     | Дэймон Хортон     |
| 2018      | ф  | Хроники хищных городов    | Mortal Engines           | Герберт Меллифант |
| 2020      | ф  | Остров фантазий           | Fantasy Island           | Уилл              |